# 4937 Лінтотт
4937 Лінтотт (4937 Lintott) — астероїд головного поясу, відкритий 1 лютого 1986 року.
Тіссеранів параметр щодо Юпітера — 3,337.